# Benedetto Aloisi Masella
Benedetto Aloisi Masella (29. června 1879, Pontecorvo – 30. září 1970, Řím) byl italský římskokatolický kněz, arcibiskup, apoštolský nuncius, kardinál, prefekt Posvátné kongregace pro svátosti a Camerlengo.

## Život
Narodil se 29. června 1879 v Pontecorvu. Byl synovcem kardinála Gaetana Aloisi Maselly.
Studoval seminář v Ferentinu poté odešel studovat do Říma kde pobýval na koleji Almo Collegio Capranica. V Římě se věnoval studiu na Papežské Gregoriánské univerzitě, Papežském Atheneu svatého Apolináře a nakonec na Papežské církevní akademii, kde vystudoval diplomacii.
Dne 1. června 1902 byl v Římě svým strýcem Gaetanem Aloisiem Masellou. Po vysvěcení byl sekretářem svého strýce a zaměstnancem Státního sekretariátu (1906–1908). Roku 1908 byl jmenován sekretářem apoštolské nunciatury v Portugalsku. Tuto funkci vykonával dva roky a následně byl jmenován chargé d’affaires stejné nunciatury. Dne 25. prosince 1914 mu byl udělen titul papežského tajného komořího (Monsignore). Dne 29. září 1917 byl povýšen na domácího preláta Jeho svatosti.
Dne 20. listopadu 1919 jej papež Benedikt XV. jmenoval apoštolským nunciem v Chile a 15. prosince 1919 byl ustanoven titulárním arcibiskupem z Caesarei v Mauretánii. Biskupské svěcení přijal 21. prosince 1919 z rukou kardinála Pietra Gasparriho a spolusvětiteli byli arcibiskup Sebastião Leite de Vasconcelos a biskup Antonio Maria Jannotta. Dne 29. listopadu 1926 byl papežským delegátem na korunovaci Panny Marie Karmelské v Santiago de Chile. Dne 26. dubna 1927 byl ustanoven nunciem v Brazílii.
Dne 18. února 1946 jej papež Pius XII. jmenoval kardinálem-knězem ze Santa Maria in Vallicella. Tento den také rezignoval na funkci nuncia v Brazílii. Dne 21. června 1948 byl povýšen na kardinála-biskupa z Palestriny. Dne 28. dubna 1946 se v Portugalsku zúčastnil korunovace Panny Marie Fatimské.
Dne 27. října 1954 jej papež jmenoval prefektem Posvátné kongregace pro svátosti. Současně se stal arciknězem Baziliky sv. Jana v Lateránu.
Dne 9. října 1958 byl jmenován camerlengem Svaté římské církve. V letech 1962–1968 působil jako camerlengo Kolegia kardinálů.
Dne 11. ledna 1968 rezignoval na funkci prefekta a ve stejný rok na pozici camerlenga Kolegia kardinálů.
Zemřel 30. září 1970 v Římě na následky onemocnění ledvin. Pohřben byl v katedrále v Pontecorvu. V době jeho smrti byl nejstarším kardinálem Kolegia kardinálů. V římské čtvrti Torrevecchia a v Pontecorvu nese jedna z ulic jeho jméno.